# تاسوی
تاسوی (به لاتین: Tąsewy) یک روستا در لهستان است که در Gmina Gzy واقع شده‌است.